# Solanda
Solanda és una possessió situada al municipi de Sant Joan (Mallorca), envoltada per les terres de sa Tortuga, sa Pleta d'en Monjo, Meià i es Coste. El topònim apareix documentat per primera vegada al Llibre del Repartiment de Mallorca (1232), on consta com alqueria Solanda, amb una extensió de 8 jovades. En aquell moment, fou concedida al cavaller Ferran Pérez de Pina.

## Etimologia
Segons el filòleg Joan Coromines, el topònim té un origen mossàrab i derivaria del llatí imago solandam, que significaria "imatge usada per consolar-nos". Aquesta interpretació vincula Solanda amb el santuari de Nostra Senyora de Consolació, reforçada per una llegenda popular que afirma que la Mare de Déu de Consolació fou trobada a Solanda per un esclau musulmà porqueret. Malgrat tot, cal considerar que la devoció cap aquesta Mare de Déu a l'esmentat santuari no s'inicia fins a l'edat moderna.

## Història
Durant la Revolta Forana (1450), la possessió fou saquejada en diverses ocasions, i els revoltats, liderats per Pere Mascaró, hi allotjaren tropes i s'endugueren blat i ordi cap a Inca. Durant la revolta de les Germanies (1521), els propietaris de Solanda foren perseguits pels agermanats. Malgrat això, alguns pagesos santjoaners amagaren la senyora Sales per protegir-la.
Del segle xvi al segle xix, Solanda es destacà com una gran explotació agrícola dedicada a la vinya, cereals i ramaderia ovina, amb terres com es Camps, es Puig des Frare i sa Sort des Pou, a més de comptar amb cases amb un celler i un molí de sang. Inicialment, pertanyia a famílies com els Togores, Sales i Verí, però al segle xvii es dividí entre diversos propietaris, com Jerònia d'Olesa i Armengol i Antoni de Verí. Al segle xviii, continuava sent productiva, amb una renda anual significativa, però al segle xix es renovaren les edificacions i es parcel·là la possessió, procés iniciat per Manuel Ferrandell el 1841, amb terres adquirides majoritàriament per santjoaners. El 1995, amb 18 quarterades, pertanyia a la família Oliver, parents de la possessió d'Els Calderers.

## Descripció
La possessió està disposada en forma de "L" al voltant d’una carrera central, amb un buc principal d’habitatge i edificacions auxiliars per a ús agrícola i ramader. L'habitatge té dues plantes i dues crugies, amb façanes paredades en verd i esgrafiades per simular carreus, cadenes cantoneres de marès, i una coberta a quatre vessants. Hi destaca un portal de llinda flanquejat per finestres balconeres i dos fumerals de llivanya. Les edificacions auxiliars, també paredades en verd, inclouen un edifici d'estables i pallisses amb arcs carpanells i obertures atrompetades, i altres construccions annexes com un antic corral. A la carrera hi ha un pou amb coll quadrangular, brancals de marès formant un arc apuntat i abeuradors laterals.

## Patrimoni i llegendes
Un dels elements més destacats de la possessió és el pou de Solanda, situat davant les cases, que data de l'època islàmica. La possessió ha donat nom al comellar i al puig de Solanda (214 m), també conegut com des Castellots.
Les llegendes locals atribueixen a la Mare de Déu de Consolació una preferència per restar a Solanda. Els santjoaners només haurien aconseguit mantenir-la al santuari mitjançant l'ús d’una peanya feta amb llenyam d'una olivera de la possessió.